# Ключі (Грачовський район)
Ключі́ (рос. Ключи) — село у складі Грачовського району Оренбурзької області, Росія.

## Населення
Населення — 526 осіб (2010; 629 у 2002).
Національний склад (станом на 2002 рік):
- росіяни — 94 %